# Orquestra Villa-Lobos

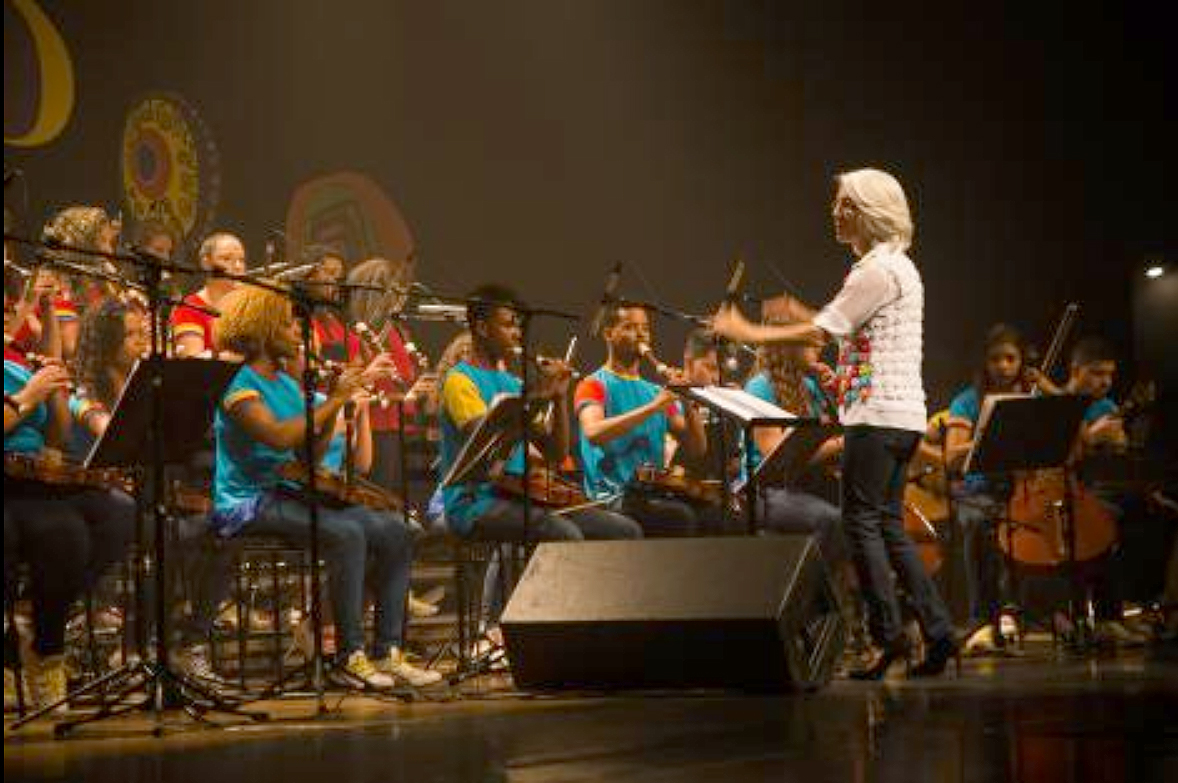
Orquestra Villa-Lobos no show de abertura do festival Porto Alegre em Cena, 2017

Orquestra Villa-Lobos é uma orquestra brasileira sediada na cidade de Porto Alegre. Fundada em 1992 como um projeto de educação musical da Escola Municipal de Ensino Fundamental Heitor Villa-Lobos, tem uma distinguida trajetória e é reconhecida também pelo seu positivo impacto social. Gravou vários álbuns e recebeu muitos prêmios. É um Patrimônio Cultural Imaterial de Porto Alegre.

## História
A orquestra foi idealizada e organizada em 1992 por Cecília Rheingantz Silveira, professora da Escola Municipal de Ensino Fundamental Heitor Villa-Lobos, situada na Vila Mapa, bairro Lomba do Pinheiro, na periferia de Porto Alegre. Silveira atua desde sua criação como coordenadora e regente. A escola se situa numa das comunidades mais carentes da capital. Conforme declaração da fundadora, "as crianças e os adolescentes estavam à margem da vida cultural da cidade, desassistidos socialmente e sem perspectivas de futuro. O envolvimento com a drogadição e a criminalidade se tornava quase inevitável, assim como a estagnação social. [...] A localidade se caracteriza por população de baixa renda vitimada pelo desemprego, consumo e tráfico de drogas, desestrutura familiar, violência doméstica, principalmente contra a mulher, gravidez precoce, prostituição e delinquência juvenil, além de sofrer com problemas estruturais, como ocupação indevida de terrenos, construções irregulares, alta densidade demográfica, saneamento e atendimento de saúde precários, ausência de praças e áreas de lazer, entre outros".

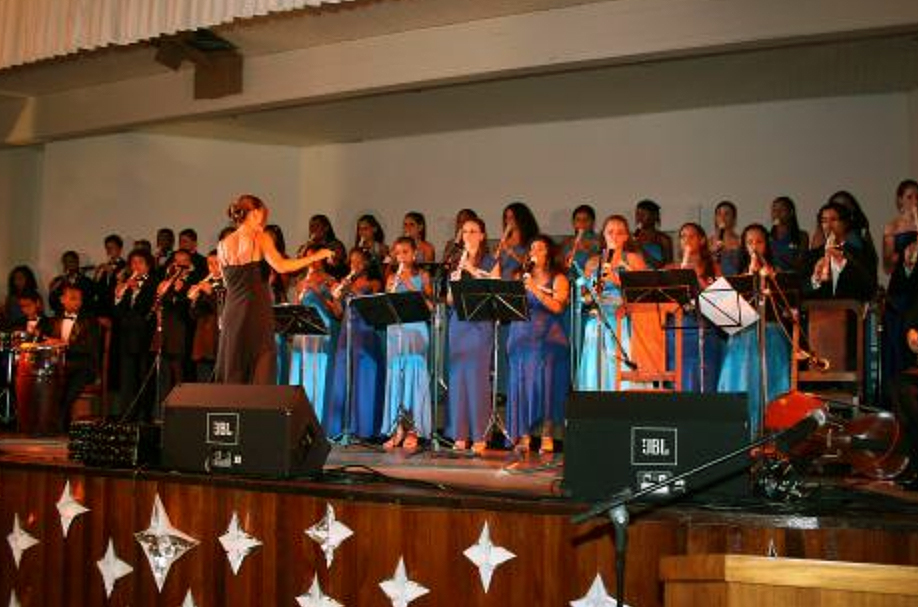
Orquestra de Flautas no concerto comemorativo dos 15 anos do projeto, 2007

A ideia surgiu a partir das constantes solicitações dos alunos para receberem alguma formação em música. Iniciando com o nome de Clube de Flautas, Silveira reuniu 15 jovens para receberem aulas de flauta doce fora do horário das aulas regulares. Em 1993 o projeto chamou a atenção da Fundação Maurício Sirotsky Sobrinho, sendo incluído em seu programa de incentivo a projetos sociais, e a partir de 1999 diversos outros apoiadores se associaram, injetando recursos essenciais para sua expansão, contratação de mais professores e compra de equipamentos. Com o sucesso da iniciativa, o projeto passou incluir as escolas Saint Hilaire, Afonso Guerreiro Lima e São Pedro e o Centro de Promoção da Criança e do Adolescente São Francisco de Assis, atraindo cada vez mais estudantes. Em 1997 o grupo já era grande o bastante para assumir o nome Orquestra de Flautas, e ao completar 18 anos de existência, mudou a denominação para Orquestra Villa-Lobos, que mantém até hoje.

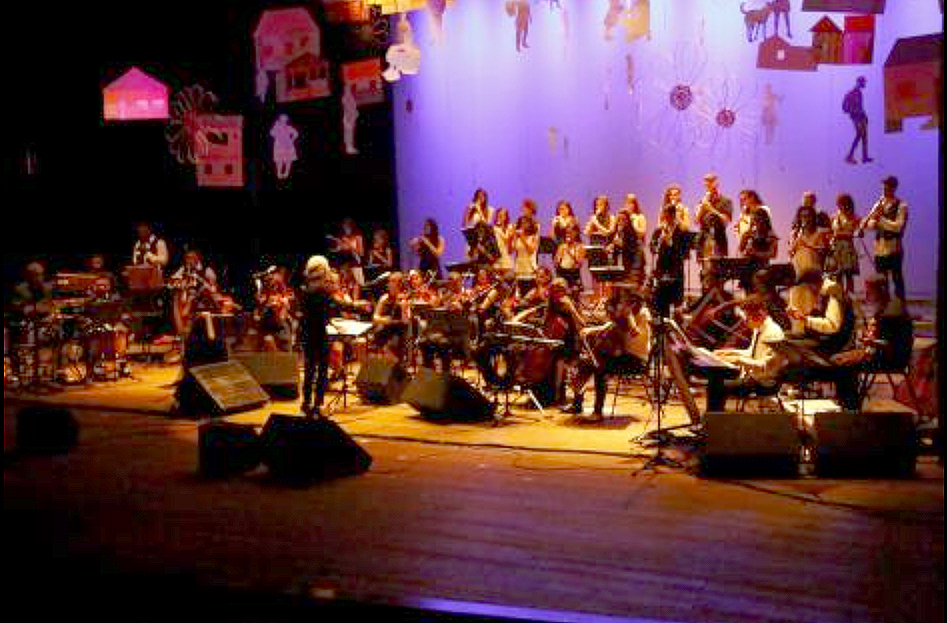
Apresentação no Salão de Atos da UFRGS, 2016

O projeto se destina a promover o acesso ao conhecimento musical e a vivências artísticas, desenvolver a autoestima, estabelecer laços com a cultura local e ampliar as possibilidades de participação na sociedade. Oferece iniciação musical para a comunidade e professores e cursos específicos de flauta doce, violino, viola, violoncelo, violão, cavaquinho, piano, baixo elétrico, gaita-ponto, percussão e canto coral, além de sapateado, dança e teatro.

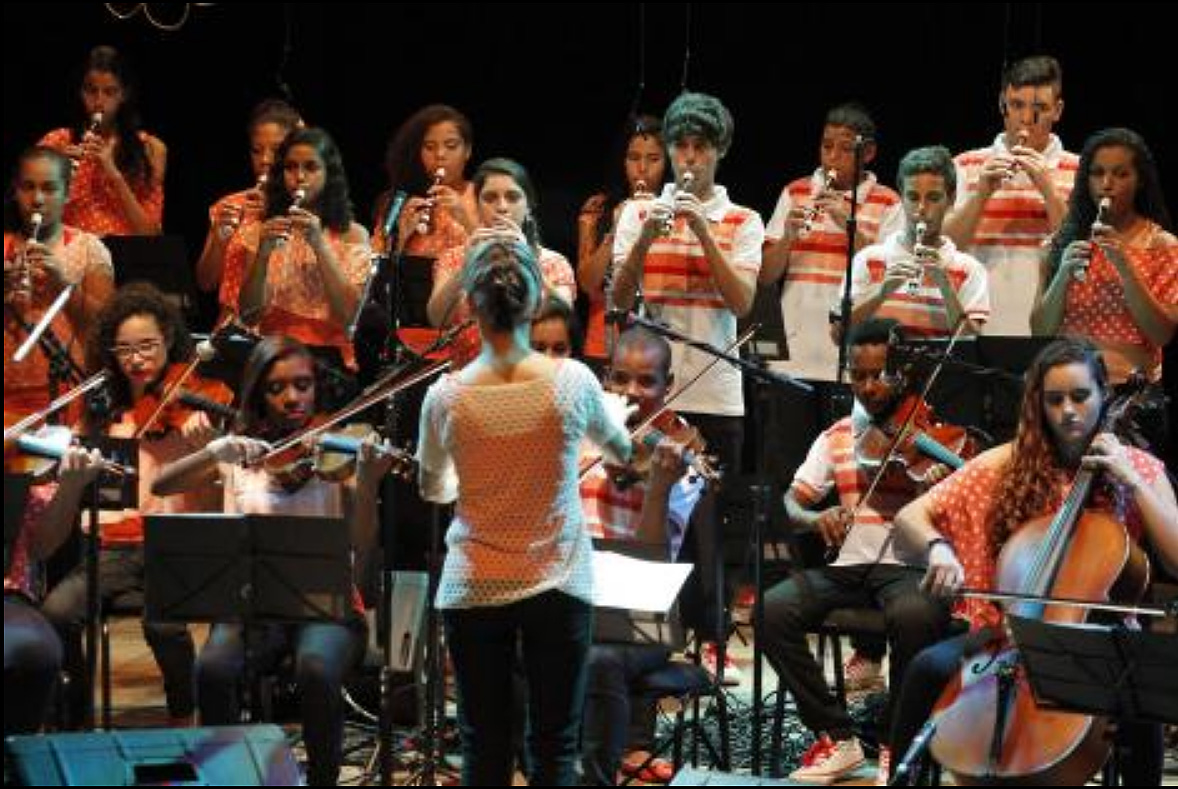
Orquestra Villa-Lobos no teatro do CIEE, 2017

De 300 a 400 jovens são atendidos e cerca de 20 mil já passaram pelo projeto, muitos deles depois seguiram carreiras na música. Para muitos outros, a experiência teve um impacto transformador para o desenvolvimento da sensibilidade, de um senso de pertencimento e de habilidades e valores de organização, confiança, amizade, objetividade, disciplina, respeito, responsabilidade, companheirismo, colaboração e convivência pacífica. Muitos relatos de participantes assinalam a importância da experiência para ajudar a superar difíceis problemas pessoais ou familiares, e outros tantos se referem à orquestra não só como uma escola de música, mas uma escola para a vida.
A orquestra é formada selecionando-se os alunos do projeto que se revelam mais capazes e comprometidos. Com um repertório que passa da música erudita à música folclórica e popular, incluindo composições dos próprios integrantes, desde sua criação já realizou mais de 1,4 mil concertos, em cidades do Rio Grande do Sul, Pernambuco, Rio de Janeiro, Bahia, Argentina e Uruguai, alcançando um público de cerca de 360 mil pessoas. Lançou dois CDs, três DVDs e o livro Orquestra Villa-Lobos – Música que Transforma (2012), tendo recebido cerca de 30 prêmios de importantes instituições locais, nacionais ou internacionais ligadas à música, à cultura, à educação e aos direitos humanos, consolidando-se como uma das principais iniciativas do gênero no Brasil. Em 2024 foi declarada Patrimônio Cultural Imaterial de Porto Alegre pela Câmara Municipal.
Já foi estudada por vários acadêmicos, que enfatizaram sua importância social e educativa e seu potencial transformador de indivíduos, famílias e comunidade, fomentando a aproximação entre a escola e a comunidade, atraindo os jovens para dentro da escola e possibilitando que desenvolvam novas habilidades, qualificando o ensino e promovendo uma nova identidade para a comunidade.

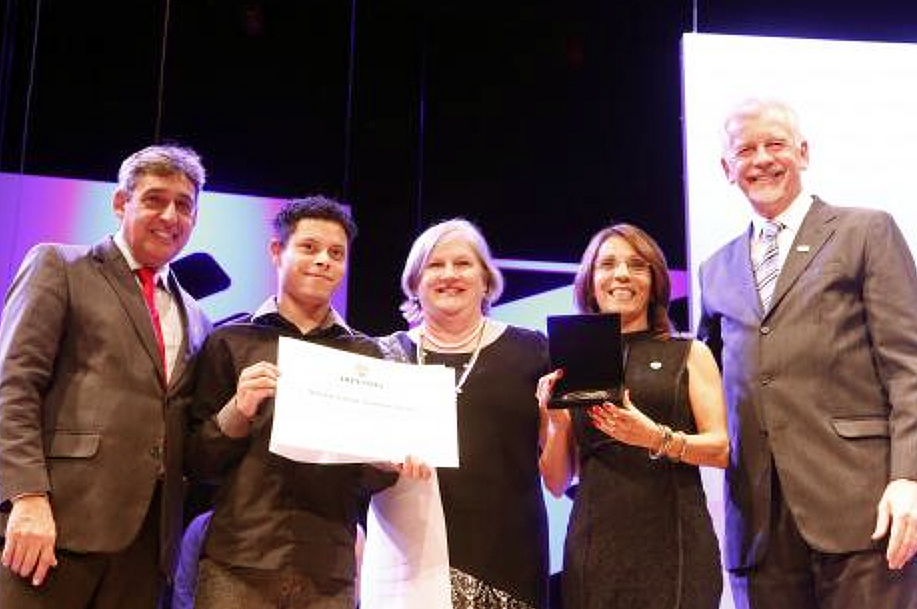
Representantes da orquestra recebem a Medalha Cidade de Porto Alegre, 2015

Segundo José Paulo da Rosa, secretário municipal de Educação, "a Orquestra Villa-Lobos é uma das mais belas iniciativas da nossa rede municipal. Além de um importante projeto social e uma ótima opção de atividade de contraturno escolar, a orquestra ultrapassou os muros da escola e hoje envolve dezenas de profissionais". Para a jornalista Naira Hofmeister, "a música transforma vidas na Lomba do Pinheiro, oferecendo oportunidades e cultura para a comunidade local e brindando Porto Alegre com espetáculos de altíssimo nível".
Na visão da pesquisadora Virgínia Sanchotene, "o trabalho desenvolvido na orquestra é proveniente de uma luta de resistência a um discurso legitimado que exclui jovens moradores de periferia e estudantes de escola pública ao acesso à linguagem musical e à expressão por meio dela. É um projeto de disseminação e democratização do ensino e do aprendizado de música. O programa não dá conta de todas as questões sociais às quais os estudantes estão à margem, mas ela gera tantas outras oportunidades, que acaba por abarcar questões mais amplas que apenas o caráter musical. [...] Essas experiências auxiliam na formação pessoal do integrante da orquestra, de forma mais ampla que apenas em caráter musical, relacional, cultural. [...] Os estudantes crescem dentro da orquestra, os anos que eles passam ali dentro são de formação integral, de caráter, de valores, de ética. [...] A orquestra transforma a vida dessas crianças e desses jovens, de forma irreversível. E eles têm consciência disso, eles verbalizam isso".

## Discografia
- Trenzinho do Caipira (CD, 2002)
- Olhos Coloridos (CD, 2008)
- Orquestra Villa-Lobos Ao Vivo (DVD, 2013)
- Paz & Amor (DVD, 2021)
- Afrika (DVD, 2023)

## Premiações

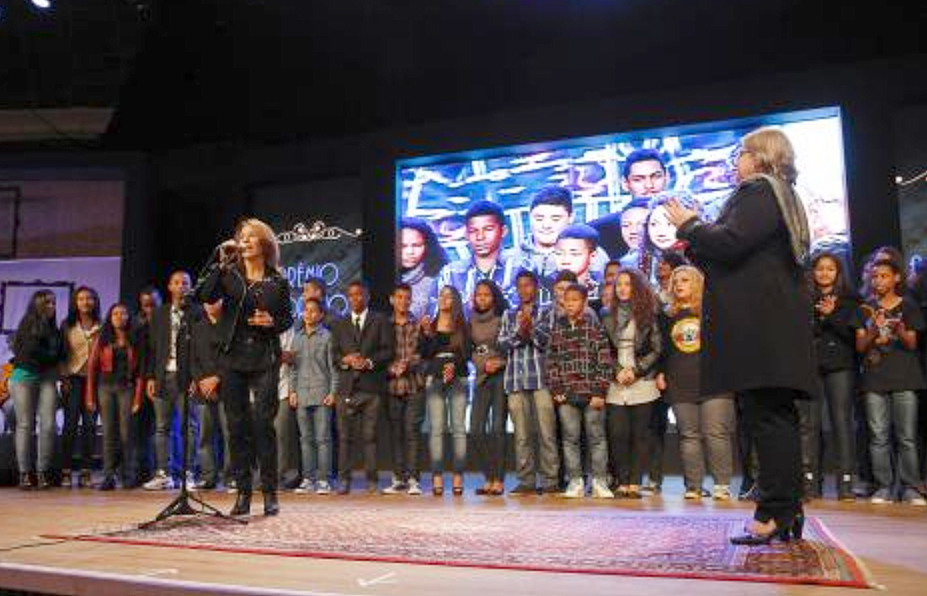
Orquestra Villa-Lobos recebe Menção Especial no Troféu Açorianos de Música, 2012

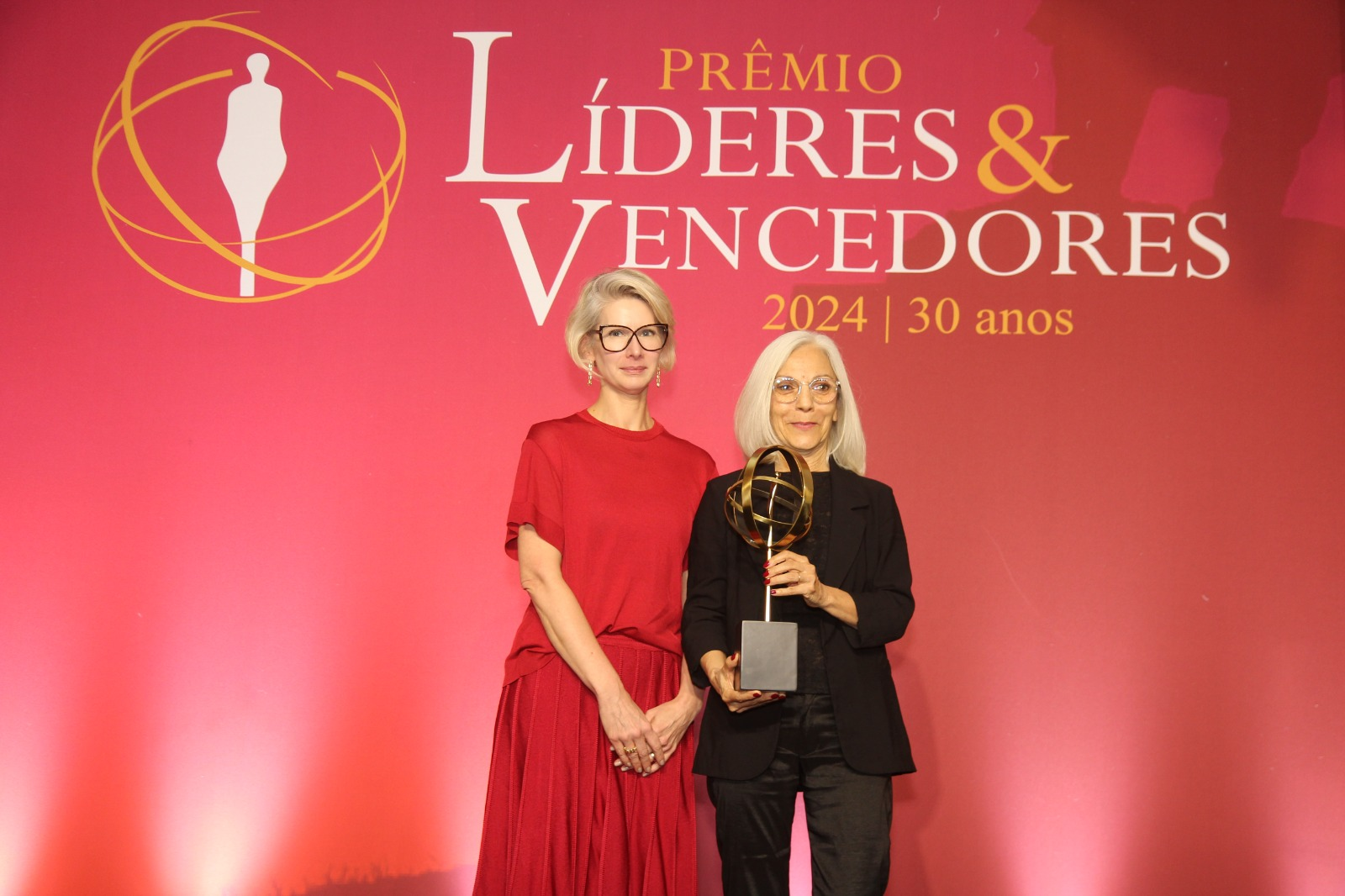
A regente Cecília Silveira recebendo o prêmio Líderes e Vencedores, 2024

Algumas distinções selecionadas recebidas pela orquestra:
- Prêmio Lupicínio Rodrigues, oferecido pela Câmara Municipal de Porto Alegre, 2003
- Troféu de Defesa de Direitos Humanos no Rio Grande do Sul, oferecido pela UNESCO em parceria com a Assembleia Legislativa e a Fundação Maurício Sirotsky Sobrinho, 2004
- 3 Prêmios Líderes & Vencedores, oferecidos pela Federação de Entidades Empresariais do Rio Grande Sul em parceria com a Assembleia Legislativa: categorias Destaque Comunitário em 2009 e 2024, Referência Educacional em 2013
- Prêmio Itaú-UNICEF, 2011
- 3 Prêmios Açorianos de Música, da Prefeitura de Porto Alegre: categorias Menção Especial em 2012, Melhor Espetáculo em 2019 e 2020
- Medalha Cidade de Porto Alegre, 2015
- Prêmio Boas Práticas em Direitos Humanos, da Associação de Juízes do Rio Grande do Sul, 2017
- Prêmio Cultura Viva, do Ministério da Cultura, 2018
- Troféu Destaque Cultura, do Conselho Estadual de Cultura, 2018
- Prêmio FUNARTE de Arte e Educação, 2018
- Troféu Câmara Municipal de Porto Alegre, 2022
- Patrimônio Cultural Imaterial de Porto Alegre, 2024

A fundadora Cecília Silveira recebeu também a Medalha do Mérito Farroupilha da Assembleia Legislativa e o Troféu Guri do Grupo RBS pelo seu trabalho frente à orquestra.